# الکساندر رانکین
الکساندر رانکین (انگلیسی: Alexander Rankine؛ ۸ دسامبر ۱۸۸۱ – ۲۰ ژانویهٔ ۱۹۵۶) یک فیزیکدان بریتانیایی بود. 